# 博爾德角 (特里尼蒂半島)

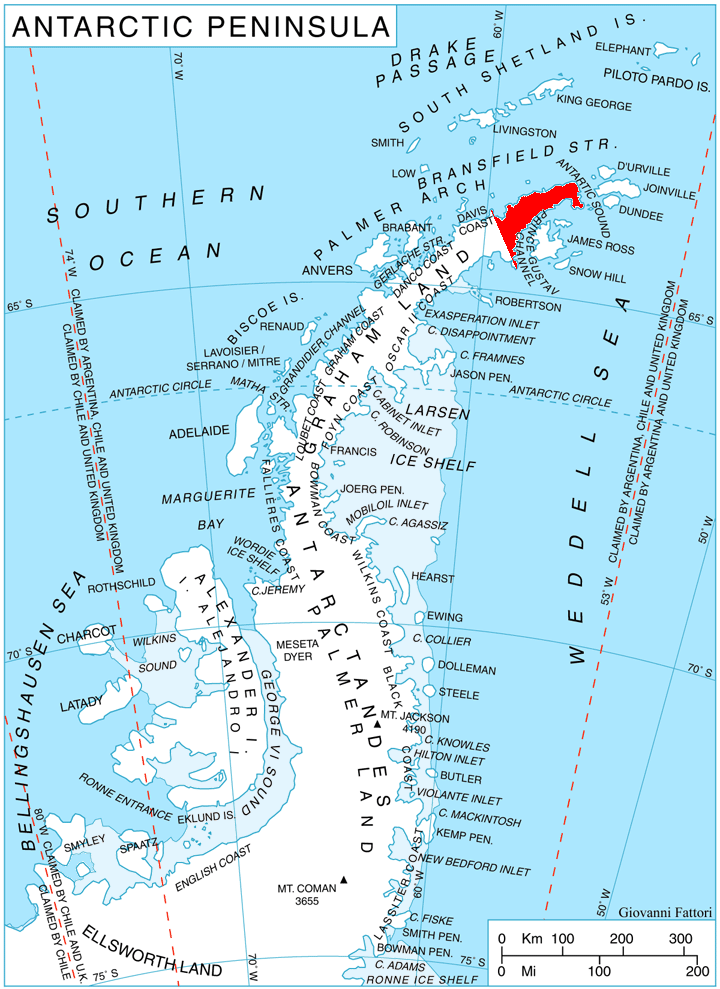

博爾德角（英語：Bald Head）是南極洲的海岬，位於特里尼蒂半島南部，處於維尤角西南面15公里，由奧托·努登舍爾德率領的瑞典探險隊發現，現時由南極條約體系管理。